# بوني سلون
بوني سلون (بالإنجليزية: Bonnie Sloan)‏ هو لاعب كرة قدم أمريكية أمريكي، ولد في 1 يونيو 1948 في لبنان في الولايات المتحدة.

## وصلات خارجية
- بوني سلون على موقع مرجع كرة القدم المحترفة.كوم (الإنجليزية)